# Браилов (станция)
Браи́лов (укр. Браїлів) — линейная станция Юго-Западной железной дороги Украины, расположенная рядом с одноимёнными посёлком и посёлком городского типа на участке Винница — Жмеринка между остановочными пунктами Козачевка (расстояние — 3 км) и Тартак (2 км). Входит в Жмеринский железнодорожный узел. Расстояние до станции Винница — 40 км, до станции Жмеринка — 7 км. От станции отходит линия до станции Жмеринка-Подольская (в обход Жмеринки).
Открыта станция была в 1879 году.